# Léon Bourgeois
Léon Victor Auguste Bourgeois (Parijs, 21 mei 1851 - aldaar, 29 september 1925) was een Frans jurist en politicus. Hij had een groot aandeel in de totstandkoming van de Volkenbond.

## Biografie

### Opleiding en vroege carrière
Léon Bourgeois was van Joodse afkomst. Zijn vader was een klokkenmaker. Hij volgde een opleiding tot koopman en studeerde daarna rechten. Tijdens de belegering van Parijs (1870) door de Duitse troepen in de Frans-Duitse Oorlog nam Bourgeois als vrijwilliger deel aan de verdediging van de stad. Als artillerist werd hij tweemaal onderscheiden. Na zijn promotie vestigde hij zich als advocaat in Parijs. Na een korte loopbaan als advocaat trad hij toe tot het prefectorale bestuur. In 1877 werd hij secretaris-generaal van de prefectuur van het departement Marne. Vervolgens was onderprefect (sous-préfet) van Reims (1880) en in 1882 werd hij prefect van Tarn; in 1885 werd hij prefect van Haute-Garonne. Uiteindelijk werd hij in 1887, tijdens de kritieke periode van het aftreden van president Jules Grévy, prefect van politie van Partijs.
Léon Bourgeois werd in 1888 voor de linkse Radicale Partij (Parti Radical) in de Kamer van Afgevaardigden (Chambre des Députés) gekozen voor het departement Marne. Hij voerde felle oppositie tegen generaal Georges Boulanger. In hetzelfde jaar werd hij staatssecretaris van Binnenlandse Zaken in het kabinet-Floquet. Na meningsverschillen nam hij echter al in 1889 ontslag. Van 1 maart 1890 tot 17 maart 1890 was hij voor korte tijd minister van Binnenlandse Zaken in het kabinet-Tirard. In het daaropvolgende kabinet-De Freycinet minister van Onderwijs en Schone Kunsten (1890-1892) en was in die functie verantwoordelijk voor de modernisering van het middelbaar onderwijs (1890). Onder premier Émile Loubet behield hij het ministerie van Onderwijs (1892).
Léon Bourgeois werd eind 1892 minister van Justitie en Grootzegelbewaarder in het kabinet-Ribot. Tijdens dit ministerschap kreeg hij te maken met het Panamaschandaal en maakte zich sterk voor de berechting van de verdachten.

### Premier
Op 1 november 1895 werd hij premier (Président du Conseil) van een links-liberaal kabinet. Hij nam ook de post van minister van Binnenlandse Zaken op zich (tot maart 1896, daarna was hij korte tijd minister van Buitenlandse Zaken). Het kabinet voerde belangrijke (sociale) hervormingen door, zoals de modernisering van de arbeidswetgeving, het onderwijs en de volksgezondheid, en de invoering van een progressieve inkomstenbelasting. De door conservatieven gedomineerde Senaat (Sénat) werkte het kabinet constant tegen en zegde medio 1896 haar vertrouwen in het kabinet op. Bourgeois dacht volkssteun hem eventueel in het zadel kon houden, maar deze bleef uit.
Bourgeois was in 1898 minister van Onderwijs en Schone Kunsten in het links-liberale kabinet-Brisson. Als minister organiseerde hij cursussen middelbaar onderwijs voor volwassenen.
In 1897 schreef hij het boek "Solidarité", waarin hij een samengaan van het individualisme van het liberalisme en het socialistisch collectivisme. Ook bepleitte hij in hetzelfde werk de oprichting van een volkenbond en de oprichting van een internaal hof van arbitrage. In 1899 en 1907 was hij samen met de baron d'Estournelles het voornaamste lid van de Franse delegatie bij de Eerste en Tweede Haagse Vredesconferentie en viel hij op door zijn welsprekendheid en kunde. Tijdens de Eerste Haagse Vredesconferentie was hij voorzitter van de abitrage-commissie en had een groot aandeel in de totstandkoming van het Permanent Hof van Arbitrage. In 1903 werd hij lid van het Permanent Hof van Arbitrage. Tijdens de Tweede Haagse Vredesconferentie zette hij zich opnieuw in voor arbitrair recht.
Tijdens de kabinetten-Waldeck-Rousseau en Combes, hield hij zich buiten de politiek en bezocht diverse landen.

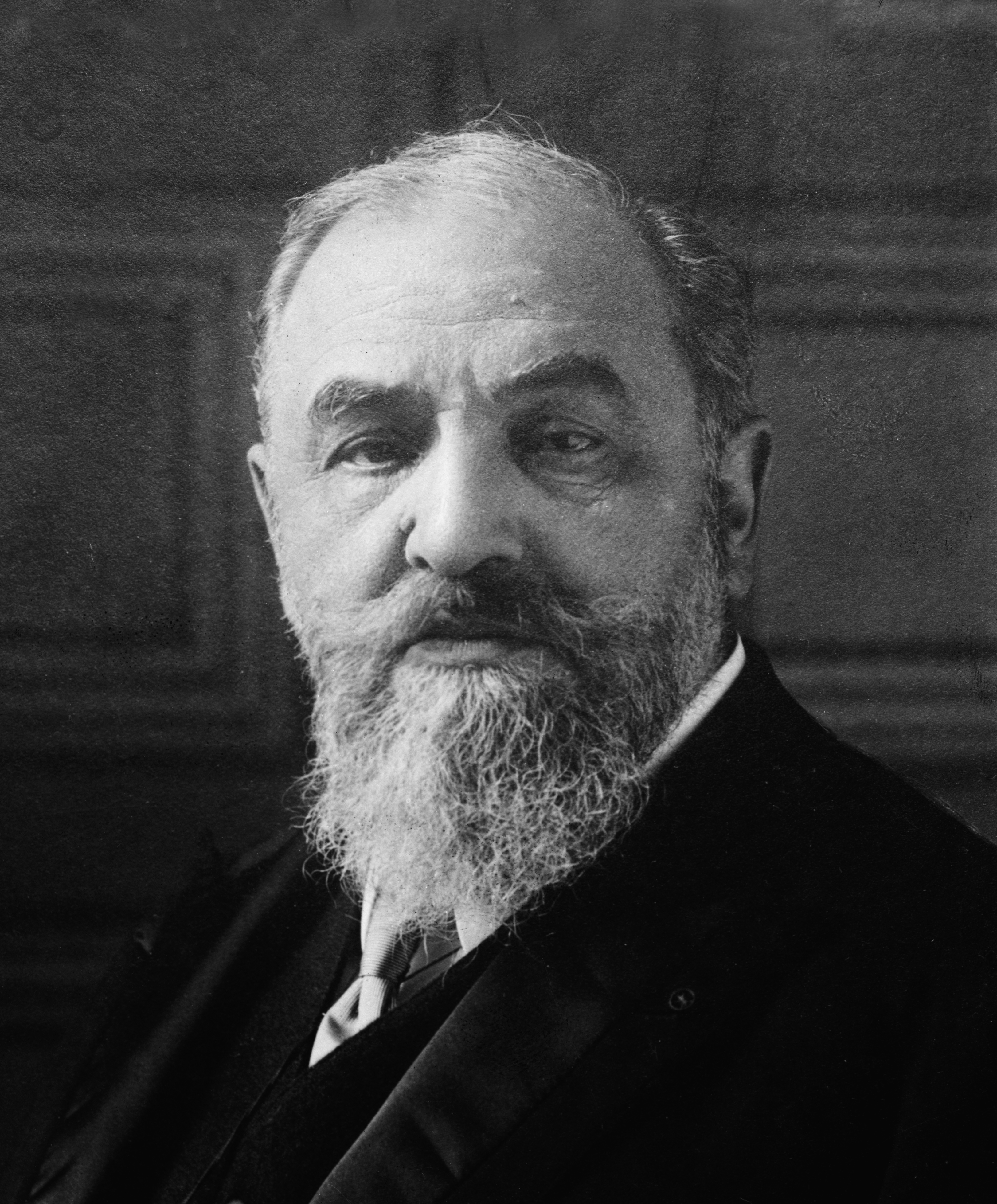
Léon Bourgeois

Bourgeois was van 1902 tot 1904 voorzitter van de Kamer van Afgevaardigden (Président de la Chambre des Députés). In 1905 verving hij de duc d'Audiffret-Pasquier als senator voor het departement Marne. Van 14 maart tot 25 oktober 1906 was hij minister van Buitenlandse Zaken in het radicale kabinet-Sarrien. Tijdens deze periode vond de Internationale conventie te Algeciras plaats en werd de Eerste Marokkaanse Crisis tussen Frankrijk en Duitsland vreedzaam opgelost. In het kabinet-Poincaré I (1912-1913) was hij minister van Arbeid en Sociale Voorzieningen en maakte zich sterk voor de invoering van een pensioen voor arbeiders.
In de aanloop naar de Eerste Wereldoorlog was hij nog een keer minister van Buitenlandse Zaken (juni 1914). Tijdens de oorlog (1914-1918) was hij meerdere malen minister: van 1915 tot 1916 en in 1917 was minister van Staat en in 1917 was hij minister van Sociale Zaken.

### Voorzitter van de Volkenbond
Na de Eerste Wereldoorlog trad hij op de voorgrond als pleitbezorger van een volkenrechtelijke organisatie. In 1918 werd hij lid van de Regeringscommissie voor de Stichting van de Volkenbond. In 1919 was de Volkenbond een feit en zette hij zich in voor een eigen politie- en legermacht voor de Volkenbond, iets wat stuitte op onwil van het Verenigd Koninkrijk. In 1920 werd hij tot eerste voorzitter van de Volkenbond gekozen.
Voor hij wegens gezondheidsredenen uit de politiek stapte, was hij van 1920 tot 1923 nog voorzitter van de Senaat (Président du Sénat).
Léon Bourgeois overleed op 74-jarige leeftijd, op 29 september 1925.
Als vrijmetselaar was hij lid van het Grootoosten van Frankrijk (Grand Orient de France).

### Nobelprijs voor de Vrede
Vanwege zijn inspanningen voor de instelling van het Permanent Hof van Arbitrage en zijn aandeel in de stichting van de Volkenbond verkreeg hij in 1920 de Nobelprijs voor de Vrede.

## Verwijzingen
1. ↑  Het Vredespaleis 1913-1988, door: Arthur Eydffinger (1988), blz. 32
2. ↑  Het Vredespaleis 1913-1988, door: Arthur Eydffinger (1988), blz. 90
3. ↑  idem

- Bibsys: 98005017
- Biblioteca Nacional de España: XX1211128
- Bibliothèque nationale de France: cb12386158n (data)
- Catàleg d'autoritats de noms i títols de Catalunya: 981058509720206706
- CiNii: DA08193167
- Gemeinsame Normdatei: 124393780
- International Standard Name Identifier: 0000 0001 2321 2784
- Library of Congress Control Number: n90650331
- Base Léonore: LH//328/28
- Bibliotheek van het Japanse parlement: 00550368
- Nationale Bibliotheek van Tsjechië: nlk20000082984
- Nationale bibliotheek van Australië: 35111752
- Nationale Bibliotheek van Israël: 987007374018405171
- Nationale Bibliotheek van Polen: a0000001277153
- Nederlandse Thesaurus van Auteursnamen: 069388784
- Réseau des bibliothèques de Suisse occidentale: 02-A003032151
- Istituto Centrale per il Catalogo Unico: LO1V032219
- Système universitaire de documentation: 032928319
- Trove: 829977
- Virtual International Authority File: 91513665
- WorldCat: E39PBJwxPj38XGjDtxxWh3vGpP

1901: Dunant, Passy ·
1902: Ducommun, Gobat ·
1903: Cremer ·
1904: Institut de Droit International ·
1905: Von Suttner ·
1906: Roosevelt ·
1907: Moneta, Renault ·
1908: Arnoldson, Bajer ·
1909: Beernaert, Balluet d'Estournelles de Constant ·
1910: IPB ·
1911: Asser, Fried ·
1912: Root ·
1913: La Fontaine ·
1917: ICRC ·
1919: Wilson ·
1920: Bourgeois ·
1921: Branting, Lange ·
1922: Nansen ·
1925: Chamberlain, Dawes ·
1926: Briand, Stresemann ·
1927: Buisson, Quidde ·
1929: Kellogg ·
1930: Söderblom ·
1931: Addams, Butler ·
1933: Angell ·
1934: Henderson ·
1935: Von Ossietzky ·
1936: Lamas ·
1937: Cecil ·
1938: Office international Nansen pour les réfugiés ·
1944: ICRC ·
1945: Hull ·
1946: Balch, Mott ·
1947: Friends Service Council, American Friends Service Committee ·
1949: Orr ·
1950: Bunche ·
1951: Jouhaux ·
1952: Schweitzer ·
1953: Marshall ·
1954: Hoog Commissariaat voor de Vluchtelingen (UNHCR) ·
1957: Pearson ·
1958: Pire ·
1959: Noel-Baker ·
1960: Luthuli ·
1961: Hammarskjöld ·
1962: Pauling ·
1963: ICRC, IFRC ·
1964: King ·
1965: UNICEF ·
1968: Cassin ·
1969: Internationale Arbeidsorganisatie ·
1970: Borlaug ·
1971: Brandt ·
1973: Kissinger, Lê Đức Thọ ·
1974: MacBride, Satō ·
1975: Sacharov ·
1976: Williams, Corrigan ·
1977: Amnesty International ·
1978: Sadat, Begin ·
1979: Moeder Teresa ·
1980: Esquivel ·
1981: Hoog Commissariaat voor de Vluchtelingen (UNHCR) ·
1982: Myrdal, Robles ·
1983: Wałęsa ·
1984: Tutu ·
1985: IPPNW ·
1986: Wiesel ·
1987: Arias ·
1988: VN-vredesmacht ·
1989: Gyatso ·
1990: Gorbatsjov ·
1991: Suu Kyi ·
1992: Menchú ·
1993: Mandela, De Klerk ·
1994: Arafat, Peres, Rabin ·
1995: Rotblat, Pugwash Conferences on Science and World Affairs ·
1996: Ximenes Belo, Ramos-Horta ·
1997: ICBL, Williams ·
1998: Hume, Trimble ·
1999: AzG ·
2000: Dae-jung ·
2001: VN, Annan ·
2002: Carter ·
2003: Ebadi ·
2004: Maathai ·
2005: IAEA, El-Baradei ·
2006: Grameen Bank, Yunus ·
2007: Gore, IPCC ·
2008: Ahtisaari ·
2009: Obama ·
2010: Liu ·
2011: Johnson Sirleaf, Gbowee, Karman ·
2012: Europese Unie ·
2013: OPCW ·
2014: Satyarthi, Yousafzai ·
2015: Kwartet voor Nationale Dialoog in Tunesië ·
2016: Santos ·
2017: ICAN ·
2018: Mukwege, Murad Basee ·
2019: Ahmed ·
2020: Wereldvoedselprogramma ·
2021: Ressa, Moeratov ·
2022: Bjaljazki, Memorial, Centrum voor Burgerlijke Vrijheden ·
2023: Mohammadi ·
2024: Nihon Hidankyo